# Eselborn
Eselborn (luxemburgisch Eeselbur) ist ein Ortsteil von Clerf, Kanton Clerf, im Großherzogtum Luxemburg.

## Lage
Eselborn liegt im Ösling und rund 3 km westlich von Clerf auf einem Berg. Rund um den Ort entspringen kleinere Bäche, wie der Eselbach und der Reichelbach, beide Zuflüsse der Klerf. Einziger Nachbarort ist neben  Clerf das westlich gelegene Lentzweiler. Im Süden von Eselborn befindet sich der Golfplatz Clerf.

## Allgemeines
Eselborn ist ein ländlich geprägter Ort. Den Ortsmittelpunkt bildet die 1858 erbaute kath. Filialkirche St. Albinus.